# Ninh Ba
Ninh Ba (giản thể: 宁波市; phồn thể: 寧波市; bính âm: Níngbō Shì, Hán-Việt: Ninh Ba thị) là một địa cấp thị của tỉnh Chiết Giang, Trung Quốc. Ninh Ba nằm ở phía Nam vịnh Hàng Châu, nhìn ra biển Hoa Đông về phía Đông, giáp Thiệu Hưng về phía Tây, giáp Đài Châu về phía Nam và được tách ra khỏi Chu San bằng một khu vực nước hẹp.

## Từ nguyên
Ký tự đầu tiên trong tên gọi thành phố này ninh (宁 hay 寧) nghĩa là "yên ổn", trong khi ký tự thứ hai ba (波) nghĩa là "sóng". Thành phố này còn được viết tắt là Yǒng (甬) nghĩa là Dũng, lấy theo tên gọi Dũng Sơn (甬山), một ngọn đồi duyên hải gần thành phố, cũng như tên gọi Dũng Giang, một con sông chảy qua Ninh Ba. Viết tắt Ning được sử dụng thường xuyên hơn để chỉ Nam Kinh.)
Nó từng có thời được gọi là Minh Châu (明州). Ký tự minh (明) gồm hai phần, đại diện cho 2 hồ bên trong tường thành đô thị cổ: Nhật Hồ (日湖) và Nguyệt Hồ (月湖). Hiện nay chỉ còn lại Nguyệt Hồ.

## Tên gọi

### Viết tắt
Ninh Ba gọi ngắn gọn là "Dũng: có từ thời kỳ nhà Chu. “Dũng” (甬) là chữ tượng hình, với hình dáng gần giống hình cái chuông thời cổ đại. Nguồn gốc của nó xuất phát từ ngọn núi nằm trong địa phận hai huyện Ngân và Phụng Hóa. Do ngọn núi này giống như cái chuông (thời cổ đại) che phủ nên người ta gọi nó là Dũng Sơn (ngày nay gọi là Tháp Sơn, nằm ở cửa sông Dũng Giang), vì thế mà con sông chảy qua vùng đất này gọi là Dũng Giang và vùng đất này gọi là Dũng.

### Lịch sử tên gọi
Theo truyền thuyết, vào thời kỳ nhà Hạ thì Ninh Ba gọi là “Ngân”. Nó cũng là tên gọi một huyện cho tới gần đây. Năm 473 TCN （Chu Nguyên Vương năm thứ 3), Việt vương Câu Tiễn đắp thành tại Câu Dư, đổi tên thành Câu Chương và nó là thành thị sớm nhất trên địa phận Ninh Ba ngày nay. Năm 222 TCN (Tần vương Chính năm thứ 25) lập quận Cối Kê, trong khu vực Ninh Ba thành lập 3 huyện Ngân, Mậu, Câu Chương. Năm 621 (Đường Vũ Đức năm thứ 4) từ các huyện Câu Chương, Ngân và Mậu lập Ngân Châu. Năm 625 (Đường Vũ Đức năm thứ 8) xóa bỏ Ngân Châu và sáp nhập vào Việt Châu. Năm 738 (Đường Khai Nguyên năm thứ 26) phân chia Việt Châu để lập Minh Châu thuộc Giang Nam Đông đạo. Năm 742 (Đường Thiên Bảo năm thứ 1) đổi Minh Châu thành quận Dư Diêu, thuộc Việt Châu. Năm 758 (Đường Càn Nguyên năm thứ 1) phục hồi tên gọi Minh Châu. Năm 1194 (Nam Tống Thiệu Hy năm thứ 5), Ninh Tông Triệu Khoáng lên ngôi, năm sau đổi niên hiệu thành Khánh Nguyên và đổi Minh Châu thành phủ Khánh Nguyên. Năm 1276 (Nguyên Chí Nguyên năm thứ 13) đổi phủ Khánh Nguyên thành Tuyên úy ti Khánh Nguyên. Năm sau đổi thành Tổng quản phủ lộ Khánh Nguyên. Năm 1367 (Nguyên Chí Chánh năm thứ 27) đổi lộ Khánh Nguyên thành phủ Minh Châu. Năm 1381 (Minh Hồng Vũ năm thứ 14) do Minh Châu trùng quốc hiệu và trong phủ Minh Châu có huyện Định Hải (nay là quận Trấn Hải) với định hải có nghĩa là biển yên, gần nghĩa với sóng yên nên đổi thành phủ Ninh Ba và tên gọi này được sử dụng từ đó tới nay.

## Khí hậu
Ninh Ba có khí hậu cận nhiệt đới ẩm ướt (Köppen Cfa) với 4 mùa phân biệt rõ nét, trong đó mùa hè nóng ẩm còn mùa đông lạnh, khô và nhiều mây (đôi khi có tuyết rơi). Nhiệt độ trung bình hàng năm khoảng 16,53 °C (61,8 °F), với trung bình nhiệt độ các tháng dao động từ 4,9 °C (40,8 °F) trong tháng 1 đến 28,1 °C (82,6 °F) trong tháng 7. Các mức nhiệt độ cực đoan kể từ năm 1951 trở lại đây từ −8,8 °C (16 °F) vào ngày 12 tháng 1 năm 1955 tới 42,1 °C (108 °F) vào ngày 8 tháng 8 năm 2013. Lượng giáng thủy trung bình hàng năm đạt 1.440 milimét (56,7 in) và chịu ảnh hưởng của mai vũ trong mùa mưa Đông Á trong tháng 6, khi độ ẩm tương đối trung bình cũng đạt mức cực đại. Từ tháng 8 đến tháng 10, Ninh Ba chịu ảnh hưởng của mùa mưa bão và trung bình hàng năm hứng chịu khoảng 1,8 cơn bão, mặc dù không thường xuyên chịu ảnh hưởng trực tiếp. Một nghiên cứu năm 2012 của OECD liệt kê Ninh Ba trong số 20 thành phố hàng đàu trên thế giới chịu rủi ro ngập lụt cao nhất do các thay đổi khí hậu dưới tác động của con người.
| Dữ liệu khí hậu của Ninh Ba (1971–2000)             | Dữ liệu khí hậu của Ninh Ba (1971–2000) | Dữ liệu khí hậu của Ninh Ba (1971–2000) | Dữ liệu khí hậu của Ninh Ba (1971–2000) | Dữ liệu khí hậu của Ninh Ba (1971–2000) | Dữ liệu khí hậu của Ninh Ba (1971–2000) | Dữ liệu khí hậu của Ninh Ba (1971–2000) | Dữ liệu khí hậu của Ninh Ba (1971–2000) | Dữ liệu khí hậu của Ninh Ba (1971–2000) | Dữ liệu khí hậu của Ninh Ba (1971–2000) | Dữ liệu khí hậu của Ninh Ba (1971–2000) | Dữ liệu khí hậu của Ninh Ba (1971–2000) | Dữ liệu khí hậu của Ninh Ba (1971–2000) | Dữ liệu khí hậu của Ninh Ba (1971–2000) |
| Tháng                                               | 1                                       | 2                                       | 3                                       | 4                                       | 5                                       | 6                                       | 7                                       | 8                                       | 9                                       | 10                                      | 11                                      | 12                                      | Năm                                     |
| --------------------------------------------------- | --------------------------------------- | --------------------------------------- | --------------------------------------- | --------------------------------------- | --------------------------------------- | --------------------------------------- | --------------------------------------- | --------------------------------------- | --------------------------------------- | --------------------------------------- | --------------------------------------- | --------------------------------------- | --------------------------------------- |
| Cao kỉ lục °C (°F)                                  | 24.4 (75.9)                             | 28.9 (84.0)                             | 34.0 (93.2)                             | 34.3 (93.7)                             | 36.3 (97.3)                             | 38.0 (100.4)                            | 39.0 (102.2)                            | 39.5 (103.1)                            | 38.8 (101.8)                            | 34.5 (94.1)                             | 29.5 (85.1)                             | 25.0 (77.0)                             | 39.5 (103.1)                            |
| Trung bình ngày tối đa °C (°F)                      | 8.8 (47.8)                              | 10.1 (50.2)                             | 13.6 (56.5)                             | 20.0 (68.0)                             | 24.6 (76.3)                             | 28.0 (82.4)                             | 32.6 (90.7)                             | 31.9 (89.4)                             | 27.6 (81.7)                             | 23.0 (73.4)                             | 17.6 (63.7)                             | 12.0 (53.6)                             | 20.8 (69.5)                             |
| Trung bình ngày °C (°F)                             | 4.9 (40.8)                              | 6.0 (42.8)                              | 9.5 (49.1)                              | 15.2 (59.4)                             | 20.2 (68.4)                             | 24.0 (75.2)                             | 28.1 (82.6)                             | 27.8 (82.0)                             | 23.7 (74.7)                             | 18.7 (65.7)                             | 13.0 (55.4)                             | 7.2 (45.0)                              | 16.5 (61.7)                             |
| Tối thiểu trung bình ngày °C (°F)                   | 1.8 (35.2)                              | 3.0 (37.4)                              | 6.2 (43.2)                              | 11.4 (52.5)                             | 16.7 (62.1)                             | 21.0 (69.8)                             | 24.8 (76.6)                             | 24.7 (76.5)                             | 20.8 (69.4)                             | 15.3 (59.5)                             | 9.3 (48.7)                              | 3.6 (38.5)                              | 13.2 (55.8)                             |
| Thấp kỉ lục °C (°F)                                 | −7.9 (17.8)                             | −6.2 (20.8)                             | −3.7 (25.3)                             | 0.7 (33.3)                              | 7.4 (45.3)                              | 12.7 (54.9)                             | 18.2 (64.8)                             | 18.4 (65.1)                             | 11.0 (51.8)                             | 1.4 (34.5)                              | −3.0 (26.6)                             | −8.5 (16.7)                             | −8.5 (16.7)                             |
| Lượng Giáng thủy trung bình mm (inches)             | 66.8 (2.63)                             | 75.3 (2.96)                             | 127.8 (5.03)                            | 115.3 (4.54)                            | 130.5 (5.14)                            | 204.7 (8.06)                            | 176.9 (6.96)                            | 165.9 (6.53)                            | 174.8 (6.88)                            | 89.4 (3.52)                             | 66.4 (2.61)                             | 49.3 (1.94)                             | 1.443,1 (56.8)                          |
| Số ngày giáng thủy trung bình (≥ 0.1 mm)            | 12.6                                    | 12.3                                    | 16.9                                    | 15.3                                    | 14.7                                    | 16.4                                    | 13.1                                    | 14.5                                    | 14.1                                    | 10.3                                    | 8.9                                     | 8.5                                     | 157.6                                   |
| Độ ẩm tương đối trung bình (%)                      | 76                                      | 78                                      | 80                                      | 81                                      | 82                                      | 86                                      | 83                                      | 83                                      | 83                                      | 80                                      | 77                                      | 75                                      | 80                                      |
| Số giờ nắng trung bình tháng                        | 123.7                                   | 108.4                                   | 121.7                                   | 142.4                                   | 156.7                                   | 147.8                                   | 243.8                                   | 238.0                                   | 171.5                                   | 166.5                                   | 143.4                                   | 146.1                                   | 1.910                                   |
| Phần trăm nắng có thể                               | 38                                      | 35                                      | 33                                      | 37                                      | 37                                      | 35                                      | 57                                      | 58                                      | 46                                      | 47                                      | 45                                      | 46                                      | 43                                      |
| Nguồn 1: China Weather (nhiệt độ, giáng thủy)       |                                         |                                         |                                         |                                         |                                         |                                         |                                         |                                         |                                         |                                         |                                         |                                         |                                         |
| Nguồn 2: Ningbo Climate Studies (độ ẩm, chiếu sáng) |                                         |                                         |                                         |                                         |                                         |                                         |                                         |                                         |                                         |                                         |                                         |                                         |                                         |

## Hành chính
Thành phố cấp phó tỉnh Ninh Ba có 10 đơn vị hành chính gồm 6 quận, 2 thành phố cấp huyện và 2 huyện. Năm 2017 nội thành thành phố Ninh Ba có 4,2 triệu dân còn Ninh Ba có tổng cộng 8 triệu dân. Đến năm 2022, tổng dân số của Ninh Ba là 9.618.000 người, với 7.585.000 người sống trong vùng nội thành.
- Khu Hải Thự (海曙区)
- Khu Ngân Châu (鄞州区)
- Khu Giang Bắc (江北区)
- Khu Bắc Lôn (北仑区)
- Khu Trấn Hải (镇海区)
- Khu Phụng Hóa (奉化区)
- Thành phố cấp huyện Dư Diêu (余姚市)
- Thành phố cấp huyện Từ Khê (慈溪市)
- Huyện Tượng Sơn (象山县)
- Huyện Ninh Hải (宁海县)

| Bản đồ                                                                                   | Bản đồ   | Bản đồ         | Bản đồ        | Bản đồ          | Bản đồ   |
| ---------------------------------------------------------------------------------------- | -------- | -------------- | ------------- | --------------- | -------- |
| Hải Thự Giang Bắc Bắc Lôn Trấn Hải Ngân Châu Phụng Hóa Tượng Sơn Ninh Hải Dư Diêu Từ Khê |          |                |               |                 |          |
| ĐVHC                                                                                     | Giản thể | Bính âm        | Dân số (2017) | Diện tích (km²) | Mật độ   |
| Quận đô thị trung tâm                                                                    |          |                |               |                 |          |
| Quận đô thị loại 1 & nông thôn liên kết (vùng tam giang)                                 |          |                |               |                 |          |
| Hải Thự                                                                                  | 海曙区   | Hǎishǔ Qū      | 909.000       | 595,03          | 1.527,65 |
| Ngân Châu                                                                                | 鄞州区   | Yínzhōu Qū     | 1.294.000     | 799,09          | 1.619,34 |
| Giang Bắc                                                                                | 江北区   | Jiangbei Qū    | 375.000       | 208,14          | 1.801,67 |
| Vùng đô thị loại 2 & nông thôn liên kết                                                  |          |                |               |                 |          |
| Bắc Lôn                                                                                  | 北仑区   | Běilún Qū      | 668.000       | 597,76          | 1.117,51 |
| Trấn Hải                                                                                 | 镇海区   | Zhènhǎi Qū     | 443.000       | 244,28          | 1.813,49 |
| Phụng Hóa                                                                                | 奉化区   | Fènghuà Qū     | 511.000       | 1.267,60        | 403,12   |
| Huyện phía nam                                                                           |          |                |               |                 |          |
| Tượng Sơn                                                                                | 象山县   | Xiàngshān Xiàn | 526.000       | 1.382,18        | 380,56   |
| Ninh Hải                                                                                 | 宁海县   | Nínghǎi Xiàn   | 682.000       | 1.843,26        | 367,00   |
| Thành phố cấp huyện phía Bắc                                                             |          |                |               |                 |          |
| Dư Diêu                                                                                  | 余姚市   | Yúyáo Shì      | 1.095.000     | 1.500,80        | 729,61   |
| Từ Khê                                                                                   | 慈溪市   | Cíxī Shì       | 1.502.000     | 1.360,63        | 1.103,90 |

### Giải thể
- Khu Giang Đông (江东区)